# Рим (округ)
Округ Рим (итал. Provincia di Roma) је округ у оквиру покрајине Лацио у средишњој Италији. Седиште округа покрајине и највеће градско насеље је истоимени град Рим, главни град државе и покрајине.
Површина округа је 5.352 км², а број становника 4.110.035 (2008. године). По броју становника то је највећи округ у целој Италији.

## Природне одлике
Округ Рим чини средишњи део историјске области Лацио. Он се налази у средишњем делу државе, са изласком на Тиренско море. Већи део округа налази се у приобалној Понтијској равници, која је плодна и густо насељена. Она се шири на месту града Рима. Ободни део округа на северу и истоку је брдског карактера.

## Становништво
По последњим проценама из 2008. године у округу Рим живи преко 4 милиона становника. Готово 90% становника округа живи у метрополитенском подручју града Рима. Густина насељености је огромна, преко 750 ст/км². Целокупан округ је густо насељен, посебно око престонице.
Поред претежног италијанског становништва у округу живе и велики број досељеника из свих делова света.

## Општине и насеља
У округу Рим постоји 121 општина (итал. Comuni).
Најважније градско насеље и седиште округа, али и и покрајине и целе Италије, је град Рим (2.715.000 ст.) у средишњем делу округа. Ако се изузму велика насеља, која су истовремено предграђа Рима, онда су важнији градови Чивитавекија (51.000 ст.) у западном делу округа, Тиволи (55.000 ст.) у источном делу округа, Анцио (52.000 ст.) у јужном делу округа и Марино (38.000 ст.) у источном делу округа. У оквиру округа постоји неколико летовалишта на Тиренском мору, која су махом посећена од самих Римљана, попут Ладисполија или Нетуна.